# Bitwa o Oleśnicę

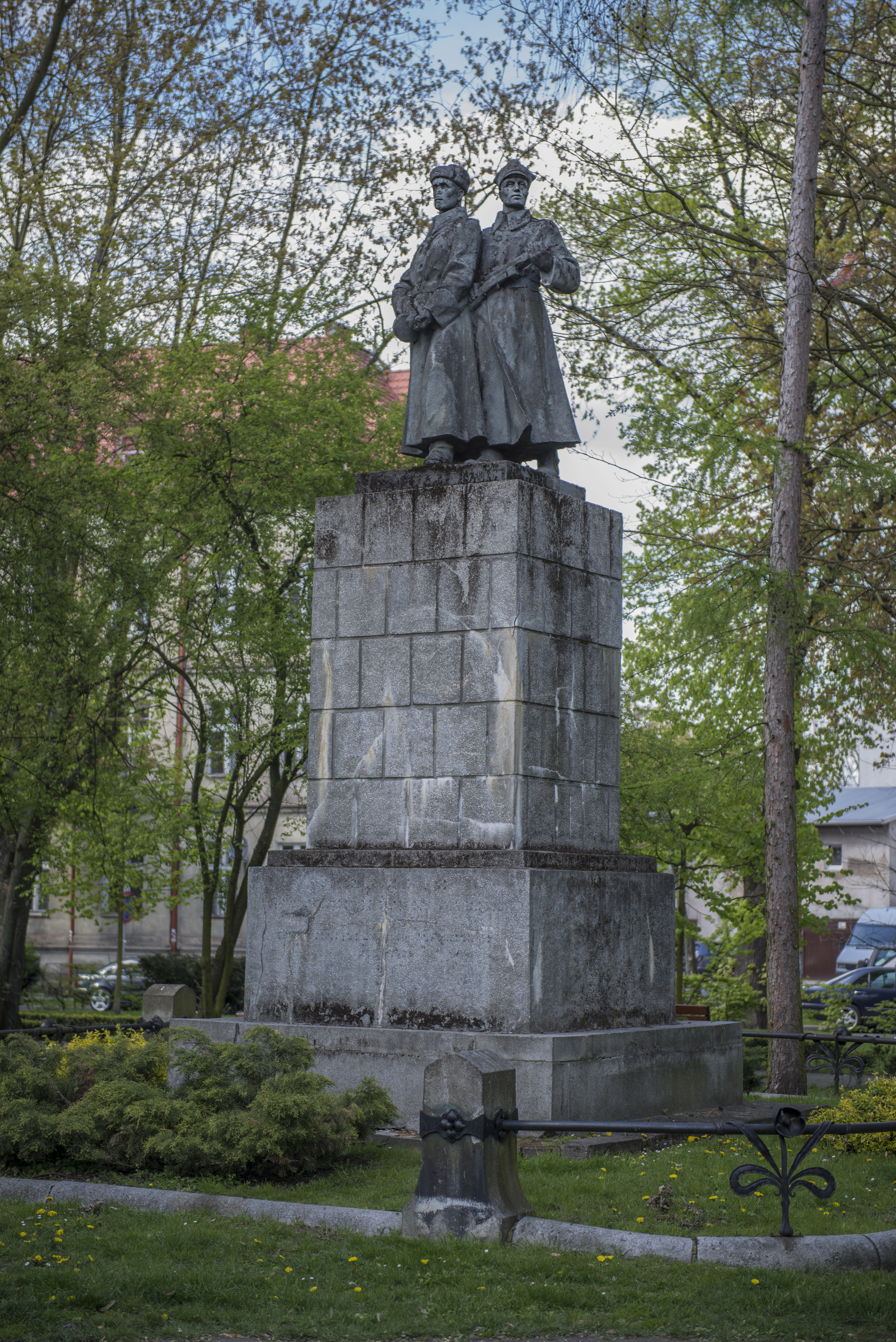
Pomnik Wdzięczności Armii Radzieckiej i Wojska Polskiego w Oleśnicy. Zdemontowany w 2018.

Bitwa o Oleśnicę – starcie zbrojne mające miejsce w dniach 21–25 stycznia 1945 roku między oddziałami armii niemieckiej a wojskami Armii Czerwonej, skutkujące zdobyciem Oleśnicy przez czerwonoarmistów i zakończeniem władzy reżimu III Rzeszy na terenie miasta.

## Przebieg działań bojowych
Wojska radzieckie z 73 Korpusu Strzeleckiego dowodzone przez gen. Sarkusa Martirosjana, ścigając wycofujące się oddziały niemieckie, zostały zatrzymane na dalekich przedpolach Oleśnicy. Pozycje obronne w tym miejscu zostały przygotowane na rozkaz niemieckiego dowództwa, aby można było przeprowadzić ewakuację ludności niemieckiej wraz z jej majątkiem oraz wywieźć około 250 samolotów, które zostały uziemione na lotnisku pod Oleśnicą. Według innych źródeł na lotnisku pozostało 110 samolotów. Pozycje obronne na przedpolach miasta zostały obsadzone przez 269 Dywizję Piechoty i batalion czołgów z 17 Dywizji Pancernej. W obawie przed odcięciem drogi odwrotu oddziały niemieckie wycofały się w stronę Oleśnicy. 23 stycznia 1945 roku, będący w czołówce pułk dowodzony przez płka Pankowa, pod osłoną ciemności zaatakował Oleśnicę, jednym batalionem wdzierając się do miasta. Wspomniany pułk wcześniej opanował lotnisko, zdobywając stojące na nim samoloty.
Rozpoczęły się walki w mieście, trwające do godzin przedpołudniowych 25 stycznia 1945 roku. W czasie walk Niemcy stracili 15 czołgów, 60 samochodów i wiele innego sprzętu wojskowego. Części wojsk niemieckich udało się wyrwać z miasta, zostały one jednak okrążone i rozbite w rejonie na zachód od Oleśnicy. W czasie wymiany ognia między Wehrmachtem a Armią Czerwoną w gruzach legło 1139 budynków.

## Upamiętnienie
W 1950 przy ul.Mickiewicza w Oleśnicy z okazji wyzwolenia miasta wzniesiono pomnik braterstwa broni polsko-radzieckiej.